# Rana palmipes
The Amazon River Frog, Rana palmipes, là một loài ếch trong họ Ranidae.
Loài này có ở Bolivia, Brasil, Colombia, Ecuador, French Guiana, Guyana, Peru, Suriname, Trinidad và Tobago, and Venezuela. In Spanish, it is known as rana verde verdadera.
Các môi trường sống tự nhiên của chúng là các khu rừng ẩm ướt đất thấp nhiệt đới hoặc cận nhiệt đới, subtropical or tropical swamps, sông, hồ nước ngọt, and đầm lầy nước ngọt.
Nó không được xem là bị đe dọa theo IUCN.

## Footnotes
1. ↑  Enrique La Marca, Claudia Azevedo-Ramos, Luis A. Coloma, Santiago Ron & Jerry Hardy (2010). "Lithobates palmipes". Sách Đỏ IUCN các loài bị đe dọa. Phiên bản 2014.3. Liên minh Bảo tồn Thiên nhiên Quốc tế. Truy cập ngày 31 tháng 1 năm 2015.{{Chú thích web}}:  Quản lý CS1: nhiều tên: danh sách tác giả (liên kết)
2. ↑  Hillis & Wilcox (2005), Hillis (2007), Pauly et al. (2009)